# Integrated xSeries Server
Integrated xSeries Server (IXS) en Integrated xSeries Adapter (IXA) zijn producten van IBM om op Intel gebaseerde technologie beschikbaar te maken op de IBM System i serverlijn. Beide varianten hebben ten doel de iSeries server te gebruiken als centrale server, vanuit de gedachte van serverconsolidatie. Met een IXS wordt de iSeries server voorzien van een IBM System x blade, en wordt op het schijvengebied van de iSeries server een (aantal) virtuele disk(s) gemaakt die aan de IXS worden toegewezen. Op die manier kan de iSeries server naast i5/OS, OS/400, AIX en Linux worden uitgerust met op Intel draaiende besturingssystemen zoals Windows.
De IXA-variant is qua mogelijkheden gelijk, maar hier wordt een diskloze xSeries server gekoppeld aan de iSeries server.
Eerdere uitvoeringen van deze techniek werden geleverd onder achtereenvolgens de namen FSIOP (File Server I/O Processor) en IPCS (Integrated PC Server).